# Metodo di Golgi

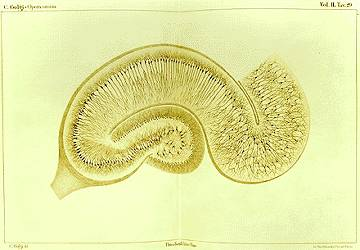
Disegno di Camillo Golgi dell'ippocampo trattato con il metodo del nitrato d'argento

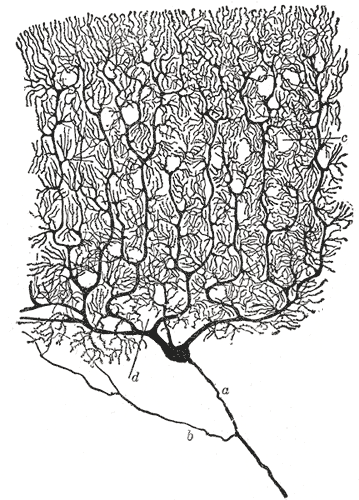
Disegno di cellule di Purkinje nella corteccia del cervelletto fatto da Santiago Ramón y Cajal, dimostrante chiaramente il potere del metodo di colorazione di Golgi nella rivelazione di dettagli fini.

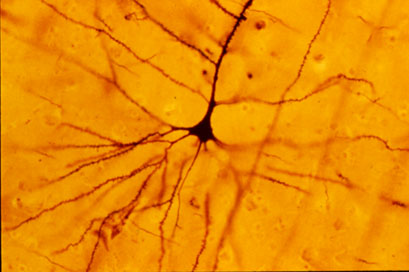
Un neurone piramidale umano neocorticale colorato tramite la tecnica di Golgi. Notare il dendrite apicale estendentesi verticalmente sopra il soma e i numerosi dendriti basali che si irradiano lateralmente dalla base del corpo cellulare.

Il metodo di Golgi o impregnazione cromoargentica è una tecnica di microscopia ottica che permette la perfetta visualizzazione delle cellule del tessuto nervoso.
L'impregnazione cromoargentica fu inizialmente chiamata reazione nera, perché determina una colorazione nera del neurone e dei suoi organuli.
Questo metodo fu messo a punto nel 1873 dal medico chirurgo italiano Camillo Golgi, che lavorava nella Pia Casa degli Incurabili di Abbiategrasso e che era sempre stato impegnato nello studio del sistema nervoso (la sua tesi di laurea era stata curata da Cesare Lombroso).
La colorazione di Golgi è stata notoriamente usata anche dal neuroanatomista Santiago Ramón y Cajal (1852-1934), che con essa scoprì una serie di fatti nuovi circa l'organizzazione del sistema nervoso, ispirando la nascita della dottrina del neurone. Ramon y Cajal ha in ultimo migliorato la tecnica utilizzando un metodo che egli definiva "doppia impregnazione". La tecnica di colorazione di Ramon y Cajal, ancora in uso, è chiamata Colorazione di Cajal.

## Meccanismo
Le cellule del tessuto nervoso sono densamente imballate e possono essere ottenute poche informazioni sulle loro strutture e interconnessioni se tutte le cellule sono colorate. Inoltre, le sottili estensioni filamentose delle cellule neurali, tra cui gli assoni e i dendriti dei neuroni, sono troppo sottili e trasparenti per essere viste con le normali tecniche di colorazione. Il metodo di Golgi colora nella loro interezza un numero limitato di cellule a caso. Il meccanismo con cui questo accade è ancora in gran parte sconosciuto. I dendriti, così come il soma delle cellule, sono chiaramente colorati in marrone e nero e possono essere seguiti in tutta la loro lunghezza, il che ha permesso ai neuroanatomisti di tracciare le connessioni tra i neuroni per rendere visibile la struttura di rete complessa di molte parti del cervello e del midollo spinale.

## Metodo di esecuzione
Secondo il sito SynapseWeb, la ricetta per la colorazione di Golgi consiste in:
1. Immergere per due giorni un blocco (approx. 10x5 mm) di tessuto cerebrale fissato con la formaldeide (o perfuso con paraformaldeide-glutaraldeide) dentro una soluzione acquea al 2% di bicromato di potassio.
2. Asciugare brevemente il blocco con carta da filtro.
3. Immergere il blocco in una soluzione acquosa al 2% di nitrato d'argento per altri 2 giorni.
4. Tagliare sezioni di ca. 20-100 µm di spessore.
5. Disidratare rapidamente in etanolo (ad esempio, in Depex o Enthalan).

Questa tecnica è stata successivamente perfezionata sostituendo il precipitato d'argento con oro, tramite l'immersione del campione in cloruro d'oro e poi in acido ossalico e la successiva rimozione dell'argento con tiosolfato di sodio. Ciò conserva un maggior grado di struttura fine, con i dettagli ultrastrutturali segnati da piccole particelle di oro.

## Citazioni sul metodo
Ramón y Cajal disse, a proposito del metodo Golgi:
Ho espresso la sorpresa che ho sperimentato dopo aver visto con i miei occhi i meravigliosi poteri rivelatori della reazione cromo-argento, e l'assenza di qualsiasi emozione nel mondo scientifico suscitato dalla sua scoperta.
Recuerdos de mi vida, Vol. 2, Historia de mi labor científica. Madrid: Moya, 1917, p. 76.